# さくらパパ良郎のゴルフ大好き
さくらパパ良郎のゴルフ大好き（さくらパパよしろうのゴルフだいすき）は、ニッポン放送（関東ローカル）で放送されていたラジオ番組である。2005年10月9日開始、2007年6月10日終了。パーソナリティはプロゴルファー・横峯さくらの父でもある横峯良郎。アシスタントは2006年3月26日まで元ニッポン放送の冨田のりこアナウンサー、同年4月2日から同局の新保友映アナウンサー。

## 概要
全体を通して新保アナがゴルフに関する話を振り、横峯が持論を展開していくレギュラー同士のトーク番組。内容は主にゴルファーの裏話やゴルフをする上でのアドバイスなどが多い。
ただし、月末（特別編成時はその放送日の前週が対象）はリスナーからのメールを読んでそれに答える形式となる。
後半は「さくらパパの今日の一言」というコーナーがあり、その一言に沿った内容をリスナーにアドバイスする。
番組テーマ曲はDEPAPEPEのアルバム『Let's Go!!!』に収録されている『START』で、オープニングとエンディングの両トーク時に流れる。

## パーソナリティ
- 横峯良郎
- アシスタント
  - 初代：冨田のりこ（2005年10月9日 - 2006年3月26日）
  - 2代目：新保友映（2006年4月2日 - 2007年6月10日）

## 放送時間
- 毎週日曜日 6:00 - 6:10（2005年10月9日 - 2007年3月25日）
- 毎週日曜日 5:25 - 5:30（2007年4月1日 - 2007年6月10日）